# Nelsa Alves
Nelsa Alves (sinh năm 1987) là một người mẫu Angola và là thí sinh tham gia cuộc thi Hoa hậu Hoàn vũ 2009. Cô giành danh hiệu Hoa hậu Ingombota khi ra mắt với tư cách người mẫu và sau đó tìm cách thúc đẩy sự nghiệp tiến triển tốt.

## Đầu đời
Nelsa Suraia Pombal Alves sinh ngày 6 tháng 7 năm 1987 tại thành phố Luanda của Angola.

## Sự nghiệp thi đấu
Alves ra mắt tại cuộc thi Hoa hậu Ingombota năm 2009. Cô chưa bao giờ có ước mơ trở thành người mẫu, nhưng sau đó quyết định sau này sẽ trở thành người mẫu để có được một số kinh nghiệm sau sự khuyến khích của gia đình và bạn bè. Cuộc thi chính là lúc ra mắt của cô trong vai trò người mẫu. Cô thành công, giành danh hiệu và sau đó là danh hiệu Hoa hậu Luanda, khiến cô đủ điều kiện để trở thành một trong 24 thí sinh cạnh tranh cho danh hiệu Hoa hậu Angola 2009.
Tại cuộc thi vào tháng 12 năm 2008, được tổ chức tại rạp chiếu phim Atlântico, cô được bầu chọn là Hoa hậu Angola và người kế nhiệm Lesliana Pereira. Gói giải thưởng của cô bao gồm một chiếc Volkswagen Gol, 3000 đô la và một chiếc nhẫn kim cương vàng trắng. Chiến thắng này đủ điều kiện Alves tham gia cuộc thi Hoa hậu Hoàn vũ cùng năm.

## Hoa hậu Hoàn vũ 2009
Alves đi đến Bahamas để cùng với các thí sinh khác tham dự cuộc thi Hoa hậu Hoàn vũ 2009 khoảng một tháng trước khi bắt đầu cuộc thi, với mục đích xây dựng mối quan hệ với các đối thủ và nhà tổ chức khác và tìm động lực để chiến thắng. Trong một thông cáo báo chí, Ủy ban Hoa hậu Angola chúc may mắn Alves, và hy vọng rằng cô sẽ đạt thành tích cao hơn hơn vị trí thứ sáu đạt được trong Hoa hậu Hoàn vũ 2006 bởi Micaela Reis. Alves thất bại trong việc lọt vào top 15 thí sinh chung cuộc.